# Charmes (Alt Marne)
Charmes és un municipi francès situat al departament de l'Alt Marne i a la regió del Gran Est. L'any 2007 tenia 129 habitants.

## Demografia

### Població
El 2007 la població de fet de Charmes era de 129 persones. Hi havia 51 famílies de les quals 10 eren unipersonals (3 homes vivint sols i 7 dones vivint soles), 17 parelles sense fills i 24 parelles amb fills.
La població ha evolucionat segons el següent gràfic:
Habitants censats

### Habitatges
El 2007 hi havia 86 habitatges, 51 eren l'habitatge principal de la família, 25 eren segones residències i 10 estaven desocupats. Tots els 85 habitatges eren cases. Dels 51 habitatges principals, 47 estaven ocupats pels seus propietaris i 3 estaven llogats i ocupats pels llogaters; 1 tenia una cambra, 1 en tenia dues, 5 en tenien tres, 14 en tenien quatre i 30 en tenien cinc o més. 43 habitatges disposaven pel capbaix d'una plaça de pàrquing. A 18 habitatges hi havia un automòbil i a 30 n'hi havia dos o més.

### Piràmide de població
La piràmide de població per edats i sexe el 2009 era:
| Homes | Edats   | Dones |
| ----- | ------- | ----- |
| 0     | 95 o +  | 0     |
| 0     | 90 a 94 | 0     |
| 0     | 85 a 89 | 0     |
| 4     | 80 a 84 | 4     |
| 4     | 75 a 79 | 12    |
| 0     | 70 a 74 | 4     |
| 0     | 65 a 69 | 0     |
| 0     | 60 a 64 | 0     |
| 4     | 55 a 59 | 12    |
| 0     | 50 a 54 | 0     |
| 8     | 45 a 49 | 0     |
| 8     | 40 a 44 | 4     |
| 0     | 35 a 39 | 8     |
| 0     | 30 a 34 | 4     |
| 0     | 25 a 29 | 0     |
| 4     | 20 a 24 | 0     |
| 4     | 15 a 19 | 8     |
| 4     | 10 a 14 | 12    |
| 8     | 5 a 9   | 0     |
| 0     | 0 a 4   | 0     |

## Economia
El 2007 la població en edat de treballar era de 82 persones, 63 eren actives i 19 eren inactives. De les 63 persones actives 58 estaven ocupades (33 homes i 25 dones) i 5 estaven aturades (2 homes i 3 dones). De les 19 persones inactives 9 estaven jubilades, 5 estaven estudiant i 5 estaven classificades com a «altres inactius».

### Ingressos
El 2009 a Charmes hi havia 61 unitats fiscals que integraven 157,5 persones, la mediana anual d'ingressos fiscals per persona era de 17.563 €.

### Activitats econòmiques
Dels 2 establiments que hi havia el 2007, 1 era d'una empresa de fabricació d'altres productes industrials i 1 d'una empresa de comerç i reparació d'automòbils.
L'any 2000 a Charmes hi havia 6 explotacions agrícoles.

## Poblacions més properes
El següent diagrama mostra les poblacions més properes.